# Magdalena Stysiak
Magdalena Stysiak est une joueuse de volley-ball polonaise née le 3 décembre 2000 à Wieluń. Elle mesure 2,03 m et joue au poste de réceptionneuse-attaquante. Elle totalise 15 sélections en équipe de Pologne.

## Clubs
| Club                | De        | À         |
| ------------------- | --------- | --------- |
| Siatkarz Wieluń     |           | 2014-2015 |
| SMS PZPS Szczyrk    | 2015-2016 | 2015-2016 |
| KPS Chemik Police   | 2016-2017 | 2016-2017 |
| SMS Police          | 2017-2018 | 2017-2018 |
| KPS Chemik Police   | oct.2018  | déc2018   |
| Budowlani Łódź      | jan 2019  | mai 2019  |
| Pallavolo Scandicci | 2019-2020 | …         |

## Palmarès

### Clubs
- Supercoupe de Pologne
  - Finaliste : 2018.
- Championnat de Pologne
  - Finaliste : 2019.

### Distinctions individuelles
- Championnat d'Europe féminin de volley-ball des moins de 19 ans 2018:  Meilleure attaquante [2].